# Аццо VI д’Эсте
Аццо VI, Аццолино (1170 — 1212) — итальянский князь и кондотьер, маркиз д’Эсте (с 1190). Сын Аццо V д’Эсте.
Подеста в Ферраре (1196, 1205 и 1208), Падуе (1199), Вероне (1206—1207) и Мантуе (1207—1208, 1210—1211).
Как главный кондотьер итальянских гвельфов вел продолжительную войну с Салингверра II Торелли. В 1205 году одержал победу и захватил замок Фратта — резиденцию Торелли. Тот вступил в союз с Эццелино II да Романо и они изгнали Аццо, но в следующем году он отвоевал Фратту и удерживал её до 1209 года.
Когда император Оттон IV совершил поход в Италию, он заставил Аццо помириться с Салингверра II Торелли, и пожаловал ему титулы маркиза Анконы и графа Лорето (20 января 2010).
Однако вскоре Аццо вступил в лигу, организованную папой Иннокентием III против императора, и получил от понтифика такой же титул - маркиза Анконы (10 мая 1212).
Вместе с изгнанными из Виченцы гвельфами начал войну с Эццелино да Романо, но потерпел поражение. Аццо укрылся в Вероне, где и умер в ноябре 1212 года.

## Семья
Первой женой Аццо была Элиза — вероятно, дочь графа Альдобрандино, рано умершая.
Не позднее 1192 года он женился вторым браком на дочери Гумберта III Савойского по имени или София, или Элеонора, которая родилась 1167/72, умерла 3 декабря 1202 года.
22 февраля 1204 года Аццо женился в третий раз — на Алисе (Аликс), дочери Рено де Шатильона, князя Антиохии.
Дети:
- от первой жены — Альдобрандино I (1190—1215), маркиз д’Эсте с 1212.
- от второй жены — Беатриса (1192—1226), аббатиса в Монте Жеммола
- от третьей жены[2] — Аццо VII (1205—1264), маркиз д’Эсте и Феррары.